# Patricia Terrazas Baca
Patricia Terrazas Baca (Cuauhtémoc, Chihuahua, 26 de septiembre de 1966) es una política mexicana, miembro del Partido Acción Nacional. Fue diputada federal para el periodo de 2018 a 2021 y reelecta para de 2021 a 2024.

## Biografía
Patricia Terrazas es contadora pública egresada de la Universidad Autónoma de Chihuahua, tiene además una maestría en Derecho Fiscal por el Instituto Tecnológico y de Estudios Superiores de Monterrey y es doctora en Derecho Fiscal por la Universidad de Durango. 
Es miembro activo del PAN desde 1992. Se dedicó al ejercicio privado de su profesión, combinándola con la participación en campañas y actividades electorales en el PAN. Fue presidenta de la Confederación Patronal de la República Mexicana en Cuauhtémoc y vicepresidenta de la misma organización a nivel nacional.
Fue presidenta municipal suplente de Cuauhtémoc de 2013 a 2016 siendo presidente propietario Heliodoro Juárez González. En 2015 fue candidata del PAN a diputada federal por el Distrito 7 de Chihuahua, no habiendo logrado el triunfo.
En 2016 al tomar posesión el gobernador Javier Corral Jurado la nombra como subsecretaria de Ingresos de la Secretaría de Hacienda del estado; renunció al cargo en 2018 al ser postulada candidata a diputada federal por el principio de representación proporcional. Elegida a la LXIV Legislatura de 2018 a 2021.
El 4 de octubre de 2018 fue nombrada presidenta de la Comisión de Hacienda y Crédito Público de la Cámara de Diputados. En 2021 volvió a ser candidata por el distrito 7 de Chihuahua logrando en esta ocasión el triunfo luego de vencer al candidato de la coalición Juntos Hacemos Historia, Eraclio Rodríguez Gómez.